# Peter Mander
Peter Garth Mander (Christchurch, 4 luglio 1928 – Christchurch, 21 giugno 1998) è stato un velista neozelandese.

## Palmarès

### Olimpiadi
- 1 medaglia:
  - 1 oro (Melbourne 1956 nella classe Sharpie)